# Ammotrechula pilosa
Espèce
Ammotrechula pilosa est une espèce de solifuges de la famille des Ammotrechidae.

## Distribution
Cette espèce est endémique des États-Unis. Elle se rencontre au Texas, en Arizona, au Nevada et en Californie.

## Description
La femelle holotype mesure 14,0 mm.

## Publication originale
- Muma, 1951 : The Arachnid order Solpugida in the United States. Bulletin of the American Museum of Natural History, no 97, p. 31-141 (texte intégral).